# Svensjön (Ronneby socken, Blekinge)
Svensjön är en sjö i Ronneby kommun i Blekinge och ingår i Ronnebyåns huvudavrinningsområde. Sjön är 19,1 meter djup, har en yta på 0,188 kvadratkilometer och befinner sig 73,2 meter över havet. Sjön avvattnas av vattendraget Sörbybäcken.

## Delavrinningsområde
Svensjön ingår i det delavrinningsområde (624213-146502) som SMHI kallar för Utloppet av Svensjön. Medelhöjden är 76 meter över havet och ytan är 0,58 kvadratkilometer. Det finns inga avrinningsområden uppströms utan avrinningsområdet är högsta punkten. Sörbybäcken som avvattnar avrinningsområdet har biflödesordning 2, vilket innebär att vattnet flödar genom totalt 2 vattendrag innan det når havet efter 22 kilometer. Avrinningsområdet består mestadels av skog (66 %). Avrinningsområdet har 0,19 kvadratkilometer vattenytor vilket ger det en sjöprocent på 33,3 %.